# Subat

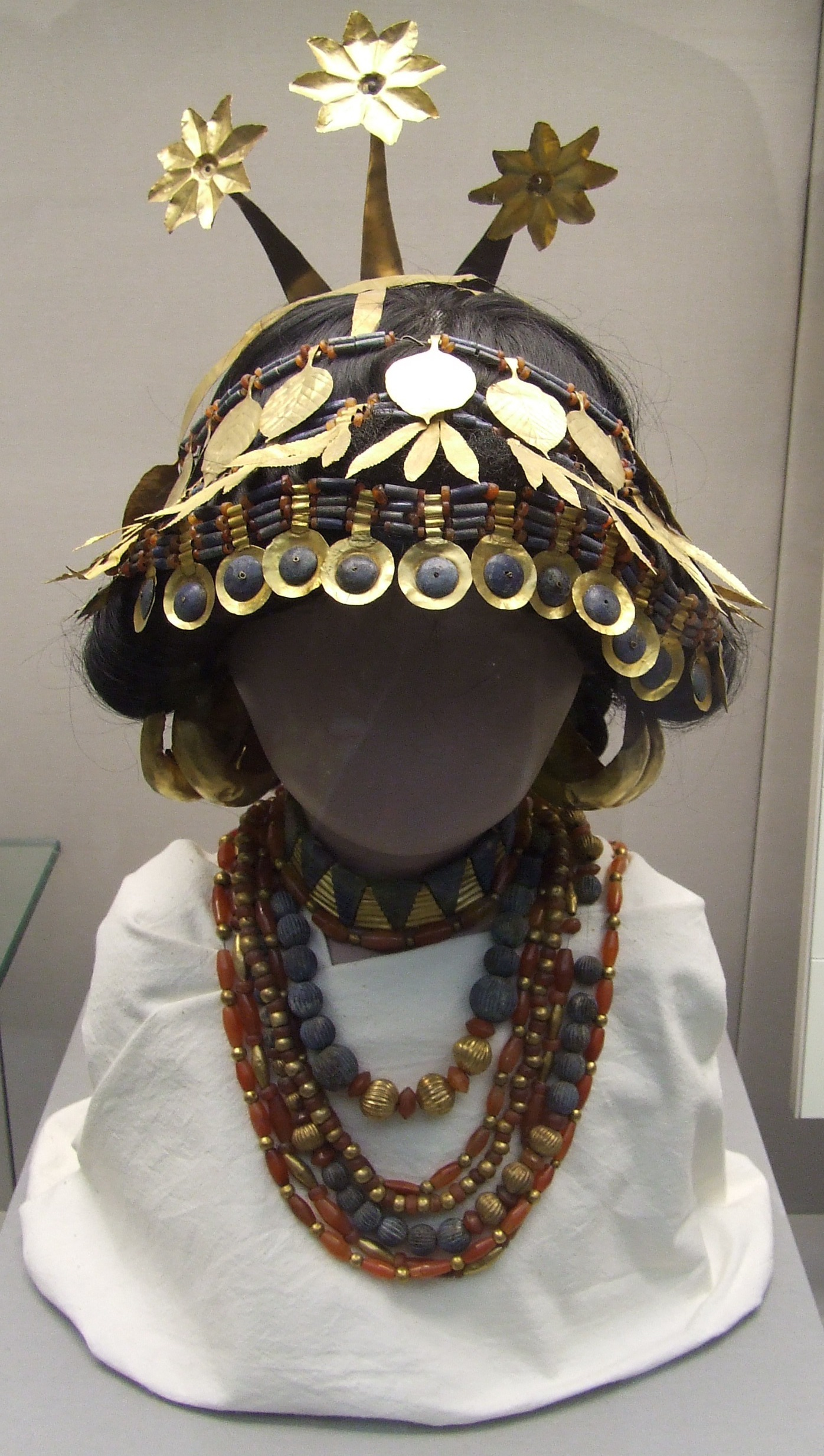
Ékszerek rekonstrukciója Subat sírjából (British Museum)

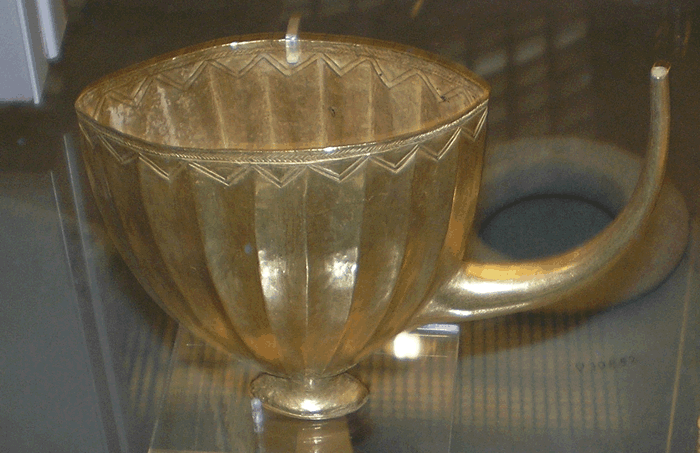
Aranycsésze Subat sírjából

Subat (vagy Šubad, Pùad, ékírással 𒅤𒀜 akkád olvasatban Pù-abí, sumer jelentése: „a száj hangja”, akkádul „apám szája [mondja]”) az I. uri dinasztia egy fontos személye i. e. 2600 körül, ami Meszannepadda és Aannepadda királyok korának felel meg. Kortársa volt tehát Gilgamesnek, vagy egy-két generációval fiatalabb.
Általában „királynő” vagy „királyné” jelzővel utalnak rá, mivel az uri királyi temetőben tárták fel a sírját. Azonban a királylisták nem tartalmazzák a nevét és nem ismert a férje neve sem. A titulus egyáltalán nem egyértelmű, a sírban talált feliratok a NIN (akkádul ereš) szót használják, amit egyaránt írhattak királynő és főpapnő neve mellé is. Meszkalamdug feleségének tartották, mivel az ő sírja mellett találták, de egy magas rangú papnő is lehetett, talán Meszkalamdug testvére vagy leánya. Életéről semmit sem tudunk, mai ismertsége és történeti jelentősége a sírjában talált nagy leletegyüttesből ered, ami a sumer művészet ismeretének egyik alapvető forrása.
A sírt Leonard Woolley tárta fel 1922 és 1934 között. A sír leletei elsősorban Subat és szolgálói ékszereiből állnak, közülük is kiemelkedik Subat aranylevelekből összeállított fejdísze, fülbevalói, nyakékei és karkötői. A fejdísz arany tölgyfalombja fölé arany virágok nyúlnak, a fülbevaló nagy méretű félhold. A sírban a temetés alkalmával feláldozott lányok holtteste, valamint egyetlen férfi, egy hárfás maradványa is volt. Egy zeneszerszám (egyes források szerint lant, mások szerint hárfa) és játéktábla biztosította a társaság mellé a szórakozást is az elhunytnak. Sőt egy arany szívószálat is elhelyeztek a közelében, hogy néha frissítőt is ihasson, valamint finomlisztből készített drága kenyeret is. Mellkasán egy aranykupak segítségével feltűzött pecséthengert találtak, és adtak mellé egy bőrtömlővel szegélyezett, telikerekű szekeret is. A felfedezés megdöbbentette a feltárókat, mert sem önkéntes, sem kényszerű emberáldozatokról nincs adat egyetlen írott forrásból sem. Az eljárás hasonló a jóval korábbi egyiptomi 0. dinasztia áldozati szokásaihoz.